# Радоберт
Радоберт (лат. Radobertus; VII век) — возможно, майордом Бургундии (упоминается в 653 или 654 году).

## Биография
Происхождении Радоберта точно не известно. На основании ономастических данных предполагается, что он мог быть родственником майордома Австразии Радона.
Имя Радоберта упоминается в сохранившейся до наших дней в оригинале хартии короля Нейстрии и Бургундии Хлодвига II от 22 июня 653 или 654 года. В этом документе, составленном в Клиши-ла-Гаренне, монарх подтверждал данные ранее привилегии аббатству Сен-Дени. Среди знатных лиц, подписавших хартию, был и майордом Радоберт. Наличие у него почётного титула vir illuster свидетельствует о высоком положении Радоберта во франкском обществе в это время. Вероятно, он занимал должность майордома Бургундии, так как известно, что майордомом Нейстрии в это время ещё был Эрхиноальд. Возможно, что Радоберт на посту майордома был преемником скончавшегося в 642 году Флаохада и занимал эту должность до конца правления умершего в 657 году короля Хлодвига II. При новом короле Хлотаре III он мог утратить свой пост в связи с окончательным утверждением в 662 году реальной власти в Нейстрии и Бургундии в руках нейстрийского майордома Эброина. В то же время существует мнение, что Флаохад был последним самостоятельным майордомом Бургундии и после него эта должность в королевстве была окончательно упразднена.
Предполагается, что Радоберт мог быть одним лицом с тем Радобертом, который упоминался в хартии 662 или 663 года с почётным титулом «майордом священного дворца» короля Хлотаря III. Если эта идентификация верна, то сыном Радоберта был святой Рагнеберт, убитый по приказу Эброина в 680 году. Согласно написанному при Каролингах «Мученичеству Рагнеберта», отец этого святого был герцогом, управлявшим землями между Сеной и Луарой и связанным родственными узами как с нейстрийской, так и с бургундской знатью.